# Lebensrettungsmedaille
Die Lebensrettungsmedaille (auch Lebensrettungsehrenzeichen, Rettungsmedaille) wird an Personen vergeben, die einen anderen Menschen aus Lebensgefahr gerettet und dabei ein besonderes Maß an Mut und Opferwilligkeit gezeigt haben (z. B. trotz Gefährdung des eigenen Lebens).
Erstmals stiftete der preußische König Friedrich Wilhelm III. 1802 eine Erinnerungsmedaille für Lebensrettungen. In Deutschland werden diese Medaillen heute meist durch die Innenminister der einzelnen Bundesländer verliehen.

## Deutschland
- Verdienstmedaille für Rettung aus Gefahr (Hannover)
- Medaille für Rettung aus Lebensgefahr (Nassau)
- Rettungsmedaille am Band (Preußen)
- Rettungsmedaille (Bayern)
- Rettungsmedaille (Sachsen)
- Rettungsmedaille (Baden-Württemberg)
- Rettungsmedaille (Berlin)
- Bayerische Rettungsmedaille
- Brandenburgische Rettungsmedaille
- Bremische Rettungsmedaille
- Hamburgische Rettungsmedaille
- Hessische Rettungsmedaille
- Niedersächsische Rettungsmedaille
- Saarländische Rettungsmedaille
- Rettungsmedaille (Mecklenburg-Vorpommern)
- Rettungsmedaille (Nordrhein-Westfalen)
- Rettungsmedaille (Rheinland-Pfalz)
- Rettungsmedaille des Landes Sachsen-Anhalt
- Rettungsmedaille (Schleswig-Holstein)
- Allgemeines Ehrenzeichen (Großherzogtum Hessen-Darmstadt)
- Medaille für Rettung aus Lebensgefahr (Großherzogtum Mecklenburg-Strelitz)
- Verdienstmedaille für Rettung aus Gefahr (Großherzogtum Oldenburg)
- Lebensrettungs-Medaille (Großherzogtum Sachsen-Weimar-Eisenach)
- Lebensrettungsmedaille (Sachsen-Altenburg)
- Verdienstehrenzeichen für Rettung aus Gefahr (Anhalt)
- Rettungsmedaille (Braunschweig)
- Rettungsmedaille (Fürstentum Lippe)
- Rettungsmedaille der Freien Stadt Danzig
- Rettungsmedaille Freistaat Lippe
- Rettungsmedaille am Bande (Freistaat Anhalt)
- Lebensrettungsmedaille der DDR
- Sächsisches Lebensrettungsehrenzeichen
- Medaille für Rettung aus Seenot der DGzRS

## Österreich
In Österreich werden seit 1952 die besonderen Ehrungen für Lebensrettungen als Ehrenzeichen für Verdienste um die Republik Österreich „am roten Bande“ verliehen, bisher in zwei Stufen und inoffiziell als Lebensrettermedaille bezeichnet:
- Goldene Medaille am roten Bande für Verdienste um die Republik Österreich[1]
- Silberne Medaille am roten Bande für Verdienste um die Republik Österreich (zuletzt verliehen im Jahr 1969)

## International
- Rettungsmedaille (Island)
- Italienische Rettungsmedaille zur See